# Effectifs de la Coupe du monde de rugby à neuf 2019
 (mars 2025).
Cet article présente les effectifs de la Coupe du monde de rugby à neuf 2019.
Il est à noter que les nations treizistes participantes ont pris cette compétition très au sérieux, puisqu'elles ont sélectionné des joueurs réputés et sont entrainées par les mêmes sélectionneurs que ceux des équipes jouant habituellement à XIII.
Mais la composition des équipes est aussi très révélatrice : les joueurs évoluant dans les championnats de rugby à XIII australiens sont de loin les plus nombreux.
Seules trois équipes évoluent avec une majorité de joueurs disputant leurs championnats nationaux : l'Australie, l'Angleterre et la France.

## Poule A

### Australie
Entraîneur :  Mal Meninga
L'Australie a donné sa liste des seize internationaux le 7 octobre 2019. Cody Walker est sélectionné mais annule et est remplacé par Daly Cherry-Evans. Curtis Scott déclare également forfait et est remplacé par Campbell Graham
| No. | Pos. | Joueur            | Date de naissance (âge) | Club                         |
| --- | ---- | ----------------- | ----------------------- | ---------------------------- |
|     | AR   | Josh Addo-Carr    | 28 juillet 1995         | Melbourne Storm              |
|     | AV   | Jai Arrow         | 12 juillet 1995         | Gold Coast Titans            |
|     | AR   | AJ Brimson        | 9 septembre 1998        | Gold Coast Titans            |
|     | AV   | Nathan Brown      | 1er mars 1993           | Parramatta Eels              |
|     | AR   | Daly Cherry-Evans | 20 février 1989         | Manly-Warringah Sea Eagles   |
|     | AR   | Kyle Feldt        | 9 février 1992          | North Queensland Cowboys     |
|     | AV   | David Fifita      | 25 février 2000         | Brisbane Broncos             |
|     | AV   | Tyson Frizell     | 9 octobre 1991          | St. George Illawarra Dragons |
|     | AR   | Reuben Garrick    | 30 juin 1997            | Manly-Warringah Sea Eagles   |
|     | AR   | Campbell Graham   | 2 juin 1999             | South Sydney Rabbitohs       |
|     | AV   | Wade Graham       | 25 octobre 1990         | Cronulla-Sutherland Sharks   |
|     | AR   | Clinton Gutherson | 9 septembre 1994        | Parramatta Eels              |
|     | AR   | Ben Hunt          | 27 mars 1990            | St. George Illawarra Dragons |
|     | AR   | Mitchell Moses    | 17 septembre 1994       | Parramatta Eels              |
|     | AR   | Ryan Papenhuyzen  | 10 juin 1998            | Melbourne Storm              |
|     | AR   | Kalyn Ponga       | 30 mars 1998            | Newcastle Knights            |

### Nouvelle-Zélande
Entraîneur :  Michael Maguire
La Nouvelle-Zélande dresse sa liste des seize sélectionnés le 9 octobre 2019. James Fisher-Harris et Jordan Rapana sont sélectionnés mais renoncent, à la place sont sélectionnés Zane Tetevano et Charnze Nicoll-Klokstad. Egalement, Braden Hamlin-Uele est finalement remplacé par Adam Blair.
| No. | Pos. | Joueur                    | Date de naissance (âge) | Club                          |
| --- | ---- | ------------------------- | ----------------------- | ----------------------------- |
|     | AV   | Leeson Ah Mau             | 20 décembre 1989        | New Zealand Warriors          |
|     | AV   | Adam Blair                | 23 mars 1986            | New Zealand Warriors          |
|     | AR   | Dylan Brown (en)          | 21 juin 2000            | Parramatta Eels               |
|     | AV   | Corey Harawira-Naera      | 18 mai 1995             | Canterbury-Bankstown Bulldogs |
|     | AR   | Jamayne Isaako            | 5 juin 1996             | Brisbane Broncos              |
|     | AR   | Shaun Johnson             | 9 septembre 1990        | Cronulla-Sutherland Sharks    |
|     | AV   | Jeremy Marshall-King (en) | 2 décembre 1995         | Canterbury-Bankstown Bulldogs |
|     | AR   | Ken Maumalo               | 16 juillet 1994         | New Zealand Warriors          |
|     | AR   | Charnze Nicoll-Klokstad   | 2 août 1995             | Canberra Raiders              |
|     | AV   | Briton Nikora             | 7 décembre 1997         | Cronulla-Sutherland Sharks    |
|     | AR   | Kodi Nikorima             | 3 avril 1994            | New Zealand Warriors          |
|     | AV   | Kevin Proctor             | 28 février 1989         | Gold Coast Titans             |
|     | AR   | Bailey Simonsson          | 18 février 1998         | Canberra Raiders              |
|     | AR   | Reimis Smith              | 13 mai 1997             | Canterbury-Bankstown Bulldogs |
|     | AV   | Joseph Tapine             | 4 mai 1994              | Canberra Raiders              |
|     | AV   | Zane Tetevano             | 4 novembre 1990         | Sydney Roosters               |

### Papouasie-Nouvelle-Guinée
Entraîneur :  Michael Marum
La Papouasie-Nouvelle-Guinée dresse sa liste des seize joueurs le 1er octobre 2019. James Segeyaro et Lachlan Lam sont sélectionnés mais sont finalement remplacés par Moses Meninga et Wartovo Puara.
| No. | Pos. | Joueur                 | Date de naissance (âge) | Club                     |
| --- | ---- | ---------------------- | ----------------------- | ------------------------ |
|     | AR   | Stargroth Amean (en)   | 9 mars 1991             | Barrow Raiders           |
|     | AR   | Watson Boas (en)       | 8 novembre 1994         | Doncaster RLFC           |
|     | AR   | Edene Gebbie (en)      | 6 mai 1995              | Wynnum Manly Seagulls    |
|     | AR   | Edwin Ipape (en)       | 2 février 1999          | Wynnum Manly Seagulls    |
|     | AR   | Kyle Laybutt (en)      | 26 septembre 1995       | Townsville Blackhawks    |
|     | AR   | Bernard Lewis (en)     | 23 octobre 1997         | Sydney Roosters          |
|     | AR   | Garry Lo               | 1er novembre 1993       | PNG Hunters              |
|     | AV   | Rhyse Martin (captain) | 1er mars 1993           | Leeds Rhinos             |
|     | AV   | Moses Meninga (en)     | 6 juin 1993             | PNG Hunters              |
|     | AR   | Justin Olam            | 23 décembre 1993        | Melbourne Storm          |
|     | AV   | Wartovo Puara (en)     | 24 juin 1990            | Barrow Raiders           |
|     | AV   | Nixon Putt (en)        | 3 mars 1995             | Norths Devils            |
|     | AR   | Daniel Russell (en)    | 5 décembre 1995         | North Queensland Cowboys |
|     | AR   | Jedidiah Simbiken (en) | 28 septembre 1998       | Redcliffe Dolphins       |
|     | AR   | Stanford Talita (en)   |                         | Hela Wigmen              |
|     | AR   | Terry Wapi (en)        | 30 août 1996            | PNG Hunters              |

### États-Unis
Entraîneur :  Sean Rutgerson
Les États-Unis annonce un groupe de vingt joueurs le 3 septembre 2019, les seize joueurs sélectionnés sont connus le 10 octobre 2019.
| No. | Pos. | Joueur                | Date de naissance (âge) | Club                       |
| --- | ---- | --------------------- | ----------------------- | -------------------------- |
|     | AR   | Ryan Burroughs (en)   | 26 août 1991            | Northern Virginia Eagles   |
|     | AV   | Connor Donehue (en)   | 9 mai 1996              | Brooklyn Kings             |
|     | AV   | Joe Eichner (en)      | 9 octobre 1991          | Northern Pride             |
|     | AR   | Bureta Faraimo (en)   | 16 juillet 1990         | Hull FC                    |
|     | AR   | Jay Florimo (en)      |                         | The Entrance Tigers        |
|     | AR   | Kristian Freed (en)   | 4 juillet 1987          | Wests Mitchelton Panthers  |
|     | AV   | Khalial Harris (en)   |                         | Jacksonville Axemen        |
|     | AV   | Daniel Howard (en)    | 13 décembre 1984        | Wentworthville Magpies     |
|     | AR   | Charlie Jones (en)    |                         | Jacksonville Axemen        |
|     | AR   | Corey Makelim (en)    | 6 janvier 1994          | Sheffield Eagles           |
|     | AR   | Ronaldo Mulitalo (en) | 17 novembre 1999        | Cronulla-Sutherland Sharks |
|     | AV   | Mark Offerdahl (en)   | 15 octobre 1987         | Goondiwindi Boars          |
|     | AV   | Eddy Pettybourne      | 13 février 1988         | Central Queensland Capras  |
|     | AR   | Junior Vaivai         | 18 janvier 1990         | Toulouse Olympique         |
|     | AV   | Jerome Veve (en)      | 2 avril 1997            | Souths Logan Magpies       |
|     | AR   | David Washington (en) | 23 septembre 1990       | Jacksonville Axemen        |

## Poule B

### Angleterre
Entraîneur :  Wayne Bennett
L'Angleterre dresse sa liste des seize joueurs le 6 octobre 2019. Jack Hughes est sélectionné mais renonce pour blessure, il est remplacé par Blake Austin,.
| No. | Pos. | Joueur                 | Date de naissance (âge) | Club                         |
| --- | ---- | ---------------------- | ----------------------- | ---------------------------- |
|     | AR   | Blake Austin           | 1er février 1991        | Warrington Wolves            |
|     | AV   | Tom Burgess            | 21 avril 1992           | South Sydney Rabbitohs       |
|     | AV   | Daryl Clark            | 10 février 1993         | Warrington Wolves            |
|     | AR   | Jake Connor            | 18 octobre 1994         | Hull FC                      |
|     | AV   | James Graham (captain) | 10 septembre 1985       | St. George Illawarra Dragons |
|     | AR   | Ryan Hall              | 27 novembre 1987        | Sydney Roosters              |
|     | AR   | Ash Handley            | 16 février 1996         | Leeds Rhinos                 |
|     | AR   | Reece Lyne             | 2 décembre 1992         | Wakefield Trinity Wildcats   |
|     | AR   | Jermaine McGillvary    | 16 mai 1988             | Huddersfield Giants          |
|     | AV   | Ryan Sutton            | 2 août 1995             | Canberra Raiders             |
|     | AR   | Sam Tomkins            | 23 mars 1989            | Dragons Catalans             |
|     | AR   | Jacob Trueman (en)     | 16 février 1999         | Castleford Tigers            |
|     | AV   | Liam Watts             | 8 juillet 1990          | Castleford Tigers            |
|     | AV   | Elliott Whitehead      | 4 septembre 1989        | Canberra Raiders             |
|     | AR   | Gareth Widdop          | 12 mars 1989            | St. George Illawarra Dragons |
|     | AR   | George Williams        | 31 octobre 1994         | Wigan Warriors               |

### France
Entraîneur :  Aurélien Cologni
La France dresse sa liste le 2 octobre 2019,. À noter qu'à l'issue de ce tournoi, un conflit éclatera entre la Fédération française et Jason Baitieri. Le conflit porte, notamment, sur l'attribution des primes du tournoi. Le joueur quittera l'équipe de France avant la fin de la tournée en Australie.
| No. | Pos. | Joueur                   | Date de naissance (âge) | Club                      |
| --- | ---- | ------------------------ | ----------------------- | ------------------------- |
|     | AR   | Lucas Albert             | 4 juillet 1998          | Dragons Catalans          |
|     | AV   | Jason Baitieri (captain) | 2 juillet 1989          | Dragons Catalans          |
|     | AV   | Lambert Belmas           | 11 août 1997            | Dragons Catalans          |
|     | AV   | Charles Bouzinac         | 10 janvier 1994         | FC Lézignan               |
|     | AV   | Bastien Canet            | 26 juin 1993            | AS Carcassonne XIII       |
|     | AV   | Alrix Da Costa           | 2 octobre 1997          | Dragons Catalans          |
|     | AV   | Jordan Dezaria           | 6 novembre 1996         | Toulouse Olympique XIII   |
|     | AR   | Louis Jouffret           | 24 août 1995            | Featherstone Rovers       |
|     | AR   | Mathieu Jussaume         | 17 mai 1999             | Toulouse Olympique XIII   |
|     | AR   | Thomas Lasvenes          | 6 mai 1996              | Villeneuve XIII           |
|     | AR   | Paul Marcon              | 10 juillet 1995         | Toulouse Olympique XIII   |
|     | AR   | Gavin Marguerite         | 12 août 1996            | Toulouse Olympique XIII   |
|     | AR   | Hakim Miloudi            | 26 juin 1993            | Toronto Wolfpack          |
|     | AR   | Arthur Mourgue           | 5 février 1999          | Saint-Estève XIII Catalan |
|     | AV   | Arthur Romano            | 17 août 1997            | Dragons Catalans          |
|     | AV   | Justin Sangaré           | 7 mars 1998             | Toulouse Olympique XIII   |

### Liban
Entraîneur :  Rick Stone
Le Liban dresse sa liste de joueurs le 10 octobre 2019,. Anthony Layoun déclare forfait avant le début de la compétition et est remplacé par Jordan Samrani.
| No. | Pos. | Joueur                  | Date de naissance (âge) | Club                                 |
| --- | ---- | ----------------------- | ----------------------- | ------------------------------------ |
|     | AV   | Jalal Bazzaz (en)       |                         | St George Illawarra Dragons          |
|     | AR   | Jayden El-Jalkh (en)    | 26 septembre 1997       | Western Suburbs Magpies              |
|     | AV   | Elie El-Zakhem (en)     |                         | Canterbury-Bankstown Bulldogs        |
|     | AR   | Johnny-Lee Gabrael (en) |                         | Balmain Tigers                       |
|     | AR   | Ahmad Harajly (en)      | 20 janvier 1994         | Free Jacks de la Nouvelle-Angleterre |
|     | AV   | Kayne Kalache (en)      | 10 juin 1998            | Canterbury-Bankstown Bulldogs        |
|     | AR   | Jacob Kiraz (en)        | 23 novembre 2001        | North Queensland Cowboys             |
|     | AR   | Bilal Maarbani (en)     | 12 février 1998         | Wests Tigers                         |
|     | AR   | John-Paul Nohra (en)    |                         | Parramatta Eels                      |
|     | AR   | Adam Rizk (en)          |                         | North Sydney Bears                   |
|     | AR   | Josh Rizk (en)          |                         | Balmain Tigers                       |
|     | AR   | Reece Robinson          | 13 juin 1987            | Queanbeyan Kangaroos                 |
|     | AR   | Travis Robinson (en)    | 13 juin 1987            | Newtown Jets                         |
|     | AV   | James Roumanos (en)     | 10 août 1999            | Canterbury-Bankstown Bulldogs        |
|     | AV   | Jordan Samrani (en)     |                         | Cronulla-Sutherland Sharks           |
|     | AV   | Charbel Tasipale (en)   |                         | Parramatta Eels                      |

### Pays de Galles
Entraîneur :  John Kear
Le pays de Galles dresse une liste de seize joueurs le 16 septembre 2019. La liste finale des seize joueurs est annoncé le 9 octobre 2019,.
| No. | Pos. | Joueur                     | Date de naissance (âge) | Club               |
| --- | ---- | -------------------------- | ----------------------- | ------------------ |
|     | AV   | Gavin Bennion (en)         | 31 décembre 1993        | Swinton Lions      |
|     | AR   | Mike Butt (en)             | 6 mai 1995              | Swinton Lions      |
|     | AV   | Connor Davies (en)         | 17 janvier 1997         | Halifax            |
|     | AV   | Curtis Davies (en)         | 17 janvier 1997         | Halifax            |
|     | AV   | Ben Evans (en)             | 30 octobre 1992         | Toulouse Olympique |
|     | AR   | Rhys Evans (en)            | 30 octobre 1992         | Bradford Bulls     |
|     | AR   | Will Evans (en)            | 4 mai 2001              | Burleigh Bears     |
|     | AV   | Daniel Fleming (en)        | 8 juillet 1992          | Halifax            |
|     | AR   | Regan Grace                | 12 décembre 1996        | St Helens          |
|     | AR   | Dalton Grant (en)          | 21 avril 1990           | Bradford Bulls     |
|     | AR   | Cobi Green (en)            | 4 mars 1999             | Bradford Bulls     |
|     | AR   | Elliot Kear (en) (captain) | 29 novembre 1988        | London Broncos     |
|     | AV   | Rhodri Lloyd (en)          | 22 juillet 1993         | Swinton Lions      |
|     | AR   | James Olds (en)            | 6 avril 1991            | Wests Panthers     |
|     | AV   | Lloyd White (en)           | 9 août 1988             | Mackay Cutters     |
|     | AR   | Rhys Williams (en)         | 8 décembre 1989         | London Broncos     |

## Poule C

### Îles Cook
| No. | Pos. | Joueur                    | Date de naissance (âge) | Club                         |
| --- | ---- | ------------------------- | ----------------------- | ---------------------------- |
|     | AR   | Tevin Arona (en)          | 5 septembre 1995        | Canterbury Bulls             |
|     | AR   | Anthony Gelling (en)      | 18 octobre 1990         | Widnes Vikings               |
|     | AV   | Alex Glenn (captain)      | 31 juillet 1988         | Brisbane Broncos             |
|     | AR   | Kayal Iro (en)            | 20 février 2000         | New Zealand Warriors         |
|     | AR   | Steven Marsters (en)      | 19 octobre 1999         | St. George Illawarra Dragons |
|     | AV   | Sam Mataora (en)          | 20 octobre 1990         | Belconnen United Sharks      |
|     | AV   | Tepai Moeroa (en)         | 2 octobre 1995          | Parramatta Eels              |
|     | AV   | Moses Noovao-McGreal (en) | 7 février 1996          | Norths Devils                |
|     | AV   | Junior Pua (en)           |                         | New Zealand Warriors         |
|     | AV   | John Puna (en)            | 24 mai 1992             | Easts Tigers                 |
|     | AR   | Reubenn Rennie (en)       | 22 octobre 1995         | Mount Pritchard Mounties     |
|     | AV   | Vincent Rennie (en)       | 17 juin 1994            | Mount Pritchard Mounties     |
|     | AR   | Brad Takairangi (en)      | 14 juin 1989            | Parramatta Eels              |
|     | AV   | Brody Tamarua (en)        |                         | New Zealand Warriors         |
|     | AV   | Aaron Teroi (en)          | 2 octobre 1995          | Central Queensland Capras    |
|     | AR   | Paul Ulberg               | 14 novembre 1995        | Norths Devils                |

### Fidji
Entraîneur :  Brandon Costin
Les Fidji dresse leur liste des seize joueurs le 10 octobre 2019. Mikaele Ravalawa déclare forfait et est remplacé par Semi Valemei.
| No. | Pos. | Joueur                  | Date de naissance (âge) | Club                       |
| --- | ---- | ----------------------- | ----------------------- | -------------------------- |
|     | AR   | Waqa Blake (en)         | 26 octobre 1994         | Parramatta Eels            |
|     | AV   | Viliame Kikau           | 5 avril 1995            | Penrith Panthers           |
|     | AV   | Apisai Koroisau         | 7 novembre 1992         | Manly-Warringah Sea Eagles |
|     | AV   | Joseva Lawalawa (en)    |                         | Ravoravo Rabbitohs         |
|     | AR   | Penaia Leveleve (en)    |                         | Nabua Broncos              |
|     | AR   | Isaac Lumelume (en)     | 16 avril 1998           | Melbourne Storm            |
|     | AR   | Taane Milne             | 19 mai 1995             | New Zealand Warriors       |
|     | AR   | Luke Nadurutalo (en)    |                         | Nadera Panthers            |
|     | AR   | Kevin Naiqama (captain) | 4 février 1989          | St Helens                  |
|     | AR   | Selestino Ravutaumada   | 17 janvier 2000         | New Zealand Warriors       |
|     | AR   | Maika Sivo              | 3 octobre 1993          | Parramatta Eels            |
|     | AR   | Penioni Tagituimua (en) |                         | Nadera Panthers            |
|     | AR   | Maika Tudravu (en)      |                         | Army Bears                 |
|     | AR   | Sami Valemei (en)       |                         | Canberra Raiders           |
|     | AR   | Suliasi Vunivalu        | 27 novembre 1995        | Melbourne Storm            |
|     | AR   | Brayden Wiliame         | 17 décembre 1992        | Dragons Catalans           |

### Samoa
Entraîneur :  Matt Parish
Les Samoa dresse leur liste des seize joueurs le 10 octobre 2019.
| No. | Pos. | Joueur                | Date de naissance (âge) | Club                          |
| --- | ---- | --------------------- | ----------------------- | ----------------------------- |
|     | AV   | Bunty Afoa (en)       | 20 août 1996            | New Zealand Warriors          |
|     | AR   | Dean Blore (en)       | 29 septembre 1998       | Penrith Panthers              |
|     | AV   | Michael Chee Kam (en) | 26 février 1992         | Wests Tigers                  |
|     | AV   | Tino Fa'asuamaleaui   | 16 février 2000         | Melbourne Storm               |
|     | AR   | Tim Lafai             | 27 mai 1991             | St. George Illawarra Dragons  |
|     | AR   | Joseph Leilua         | 12 décembre 1991        | Canberra Raiders              |
|     | AV   | Luciano Leilua (en)   | 8 juin 1996             | St. George Illawarra Dragons  |
|     | AV   | Moses Leota (en)      | 20 juillet 1995         | Penrith Panthers              |
|     | AV   | Danny Levi            | 5 décembre 1995         | Newcastle Knights             |
|     | AR   | Jarome Luai           | 16 janvier 1997         | Penrith Panthers              |
|     | AR   | Toa Mata'afa (en)     | 7 avril 1997            | Canterbury-Bankstown Bulldogs |
|     | AR   | David Nofoaluma       | 28 novembre 1993        | Wests Tigers                  |
|     | AV   | Ligi Sao              | 11 octobre 1992         | New Zealand Warriors          |
|     | AR   | Marion Seve (en)      | 27 mai 1995             | Melbourne Storm               |
|     | AR   | Jorge Taufua (en)     | 23 octobre 1991         | Manly-Warringah Sea Eagles    |
|     | AR   | Brian To'o            | 18 août 1998            | Penrith Panthers              |

### Tonga (équipe d'invitation)
Entraîneur :  David Tangata-Toa
Les Tonga dressent leur liste des seize joueurs le 11 octobre 2019. À l'instar de la sélection à XIII, à la suite d'un conflit avec la fédération internationale et la fédération du tonga,  il s'agit d'une « équipe d'invitation  »
| No. | Pos. | Joueur                        | Date de naissance (âge) | Club                          |
| --- | ---- | ----------------------------- | ----------------------- | ----------------------------- |
|     | AR   | John Asiata (en)              | 19 avril 1993           | North Queensland Cowboys      |
|     | AR   | William Fakatoumafi (en)      |                         | New Zealand Warriors          |
|     | AV   | Andrew Fifita                 | 28 juin 1989            | Cronulla-Sutherland Sharks    |
|     | AR   | Tevita Funa (en)              | 3 janvier 1998          | Manly-Warringah Sea Eagles    |
|     | AR   | Delouise Hoeter (en)          | 6 mars 1994             | Wynnum Manly Seagulls         |
|     | AV   | Peter Hola (en)               | 27 avril 1999           | North Queensland Cowboys      |
|     | AV   | Jamil Hopoate (en)            | 8 novembre 1994         | Brisbane Broncos              |
|     | AR   | Robert Jennings               | 2 février 1996          | Wests Tigers                  |
|     | AR   | Sione Katoa (en)              | 21 août 1997            | Cronulla-Sutherland Sharks    |
|     | AR   | Tuipulotu Katoa (en)          | 27 avril 1999           | Canterbury-Bankstown Bulldogs |
|     | AR   | Fanitesi Niu (en)             |                         | Brisbane Broncos              |
|     | AV   | Joe Ofahengaue                | 15 septembre 1995       | Brisbane Broncos              |
|     | AV   | Tevita Pangai Junior          | 4 février 1996          | Brisbane Broncos              |
|     | AV   | Jason Taumalolo               | 31 mai 1993             | North Queensland Cowboys      |
|     | AV   | Sione Utia-Katoa (en)         | 26 janvier 1995         | Penrith Panthers              |
|     | AR   | Malakai Watene-Zelezniak (en) | 27 août 1991            | Penrith Panthers              |

## Femmes

### Australie
Entraîneur :  Brad Donald
Brittany Breayley et Tamika Upton déclarent forfaits et sont remplacées par Tarryn Aiken.
| No. | Pos. | Joueuse                  | Date de naissance (âge) | Club                         |
| --- | ---- | ------------------------ | ----------------------- | ---------------------------- |
|     | AR   | Tarryn Aiken (en)        | 14 juillet 1999         | Brisbane Broncos             |
|     | AV   | Kezie Apps (en)          | 4 février 1991          | St. George Illawarra Dragons |
|     | AR   | Shaylee Bent (en)        | 13 septembre 2000       | St. George Illawarra Dragons |
|     | AV   | Millie Boyle (en)        | 19 mai 1998             | Brisbane Broncos             |
|     | AR   | Ali Brigginshaw (en)     | 1er décembre 1989       | Brisbane Broncos             |
|     | AV   | Keeley Davis (en)        | 5 juillet 2000          | St. George Illawarra Dragons |
|     | AR   | Kirra Dibb (en)          | 23 juillet 1997         | Sydney Roosters              |
|     | AV   | Tallisha Harden (en)     | 21 août 1992            | Sydney Roosters              |
|     | AR   | Isabella Kelly (en)      | 20 septembre 1996       | Sydney Roosters              |
|     | AR   | Corban McGregor (en)     | 10 avril 1994           | Sydney Roosters              |
|     | AR   | Tiana Penitani (en)      | 12 janvier 1996         | St. George Illawarra Dragons |
|     | AR   | Julia Robinson (en)      | 1er juin 1998           | Brisbane Broncos             |
|     | AR   | Jessica Sergis (en)      | 15 septembre 1997       | St. George Illawarra Dragons |
|     | AV   | Hannah Southwell (en)    | 4 mars 1999             | Sydney Roosters              |
|     | AR   | Shakiah Tungai (en)      | 29 novembre 1996        | St. George Illawarra Dragons |
|     | AR   | Botille Vette-Welsh (en) | 13 septembre 1996       | St. George Illawarra Dragons |

### Angleterre
Entraîneur :  Craig Richards
Shannon Lacey déclare forfait sur blessure et est remplacée par Georgia Wilson.
| No. | Pos. | Joueuse                    | Date de naissance (âge) | Club              |
| --- | ---- | -------------------------- | ----------------------- | ----------------- |
|     | AV   | Dannielle Anderson (en)    | 21 juillet 1995         | Leeds Rhinos      |
|     | AR   | Caitlin Beevers (en)       | 11 octobre 2001         | Leeds Rhinos      |
|     | AR   | Leah Burke (en)            |                         | St Helens         |
|     | AV   | Chantelle Crowl (en)       | 16 février 1993         | St Helens         |
|     | AR   | Jodie Cunningham (en)      | 5 décembre 1991         | St Helens         |
|     | AR   | Faye Gaskin (en)           | 18 mars 1992            | St Helens         |
|     | AR   | Kelsey Gentles (en)        |                         | Castleford Tigers |
|     | AR   | Amy Hardcastle (en)        | 4 mars 1989             | Bradford Bulls    |
|     | AV   | Shona Hoyle (en)           | 31 juillet 1993         | Castleford Tigers |
|     | AV   | Rhiannion Marshall (en)    |                         | Castleford Tigers |
|     | AV   | Sinead Peach (en)          |                         | Castleford Tigers |
|     | AV   | Georgia Roche (en)         | 3 septembre 2000        | Castleford Tigers |
|     | AV   | Emily Rudge (en) (captain) | 11 novembre 1991        | St Helens         |
|     | AR   | Tara-Jane Stanley (en)     | 4 septembre 1993        | Castleford Tigers |
|     | AV   | Naomi Williams (en)        | 7 mai 1991              | St Helens         |
|     | AR   | Georgia Wilson (en)        |                         | Wigan Warriors    |

### Nouvelle-Zélande
Entraîneur :  Justin Morgan
Lavinia Gould déclare forfait et est remplacée par Kanyon Paul.
| No. | Pos. | Joueuse                  | Date de naissance (âge) | Club                         |
| --- | ---- | ------------------------ | ----------------------- | ---------------------------- |
|     |      | Madison Bartlett (en)    | 5 décembre 1994         | New Zealand Warriors         |
|     |      | Teuila Fotu-Moala (en)   | 29 novembre 1993        | St. George Illawarra Dragons |
|     |      | Georgia Hale (en)        | 9 août 1995             | New Zealand Warriors         |
|     |      | Honey Hireme (en)        | 3 mai 1981              | New Zealand Warriors         |
|     |      | Onjeurlina Leiataua (en) | 1er décembre 1995       | New Zealand Warriors         |
|     |      | Nita Maynard (en)        | 7 juillet 1992          | Sydney Roosters              |
|     |      | Raecene McGregor (en)    | 23 octobre 1997         | Brisbane Broncos             |
|     |      | Jules Newman (en)        | 23 février 1989         | New Zealand Warriors         |
|     |      | Apii Nicholls (en)       | 26 février 1993         | New Zealand Warriors         |
|     |      | Kanyon Paul (en)         | 5 octobre 1997          | New Zealand Warriors         |
|     |      | Charntay Poko (en)       | 10 novembre 1995        | New Zealand Warriors         |
|     |      | Krystal Rota (en)        | 3 octobre 1985          | New Zealand Warriors         |
|     |      | Aieshaleigh Smalley (en) | 23 septembre 1991       | New Zealand Warriors         |
|     |      | Kiana Takairangi (en)    | 20 juillet 1992         | Sydney Roosters              |
|     |      | Crystal Tamarua (en)     | 30 juillet 1995         | New Zealand Warriors         |
|     |      | Atawhai Tupaea (en)      | 3 février 1989          | New Zealand Warriors         |

### Papouadie-Nouvelle-Guinée
Entraîneur :  Bagelo Solien
Shae-Yvonne De La Cruz et Veronica Waula sont remplacées par Gloria Kaupa et Mellisa Peters avant le début de la compétition.
| No. | Pos. | Joueuse              | Date de naissance (âge) | Club                   |
| --- | ---- | -------------------- | ----------------------- | ---------------------- |
|     |      | Elsie Albert (en)    |                         | UNRE Cowgirls          |
|     |      | Catherine Anjo (en)  |                         | Hohola Flies           |
|     |      | Heather Ario (en)    |                         | Gabutu Dragons         |
|     |      | Lekiellia Brown (en) |                         | Wentworthville Magpies |
|     |      | Carol Francis (en)   |                         | Gabutu Dragons         |
|     |      | Shirley Joe (en)     |                         | Eriku Panthers         |
|     |      | Janet Johns (en)     |                         | Hanuabada Hawks        |
|     |      | Roswita Kapo (en)    |                         | Paga Panthers          |
|     |      | Gloria Kaupa (en)    |                         |                        |
|     |      | Sera Koroi (en)      |                         | Goodna Eagles          |
|     |      | Mellisa Peters (en)  |                         |                        |
|     |      | Ua Ravu (en)         |                         | Leeton Greens          |
|     |      | Jacobeth Wake (en)   |                         | Royals Ramu League     |
|     |      | Joyce Waula (en)     |                         | Blackswan Royals       |
|     |      | Angelo Watego (en)   |                         | Capalaba Warriors      |
|     |      | Josephine Wong (en)  |                         | Nightcliff Dragons     |